# Mohammed Abdellaoue
Mohammed „Moa“ Abdellaoue, arabisch محمد عبد اللاوي, DMG Muḥammad ʿAbd al-Lāwī, [muˈħamːad ʕabdaˈlːaːwiː], (* 23. Oktober 1985 in Oslo) ist ein ehemaliger norwegischer Fußballspieler.
Der Stürmer, der 2008 in der norwegischen Nationalmannschaft debütierte, stand in seiner aktiven Karriere in den höchsten Spielklassen in Norwegen und Deutschland unter Vertrag. Für die Nationalmannschaft der Norweger absolvierte er 33 Partien und erzielte sieben Tore.

## Familie und Geburt
Abdellaoues Familie stammt aus Marokko; der Großvater wanderte berufsbedingt nach Norwegen aus und holte seine Familie nach.  Mohammed Abdellaoue selbst kam 1985 in der norwegischen Hauptstadt Oslo zur Welt. Sein jüngerer Bruder Mustafa Abdellaoue spielte beim FC Kopenhagen und sein Cousin Omar Elabdellaoui bei Olympiakos Piräus.

## Werdegang

### Verein

#### Karrierebeginn
Abdellaoue begann mit fünf oder sechs Jahren, Fußball zu spielen. Er trat mit acht Jahren bei Hasle-Løren IL ein, mit zwölf Jahren ging er zu Skeid Oslo. Parallel begann Abdellaoue eine Ausbildung in Sportwissenschaft an der Bjerke videregående skole, einer Weiterführenden Schule, die auch Daniel Braaten, Gunnar Halle und Erik Johnsen besucht hatten. 2004 schloss er die Ausbildung erfolgreich ab.
2003 rückte Abdellaoue in den Kader der Herrenmannschaft von Skeid auf, die in der Adeccoligaen spielte. Durch seine Leistungen – in sechs Zweitligaspielen erzielte er fünf Tore – spielte er sich in den Kreis der norwegischen Nachwuchsnationalmannschaften. In seinem zweiten Jahr in der zweiten Liga etablierte sich der Stürmer zum Leistungsträger und war mit 13 Saisontreffern bester Torschütze seiner Mannschaft. In der folgenden Spielzeit war Abdellaoue oft verletzt. Er stieg mit seinem Klub in die Drittklassigkeit ab und im nächsten Jahr direkt wieder auf. Auch in der anschließenden Zweitligaspielzeit gehörte der Angreifer zu den Stammspielern; er erzielte neun Saisontore und stieg mit Skeid erneut ab.

#### Vålerenga IF

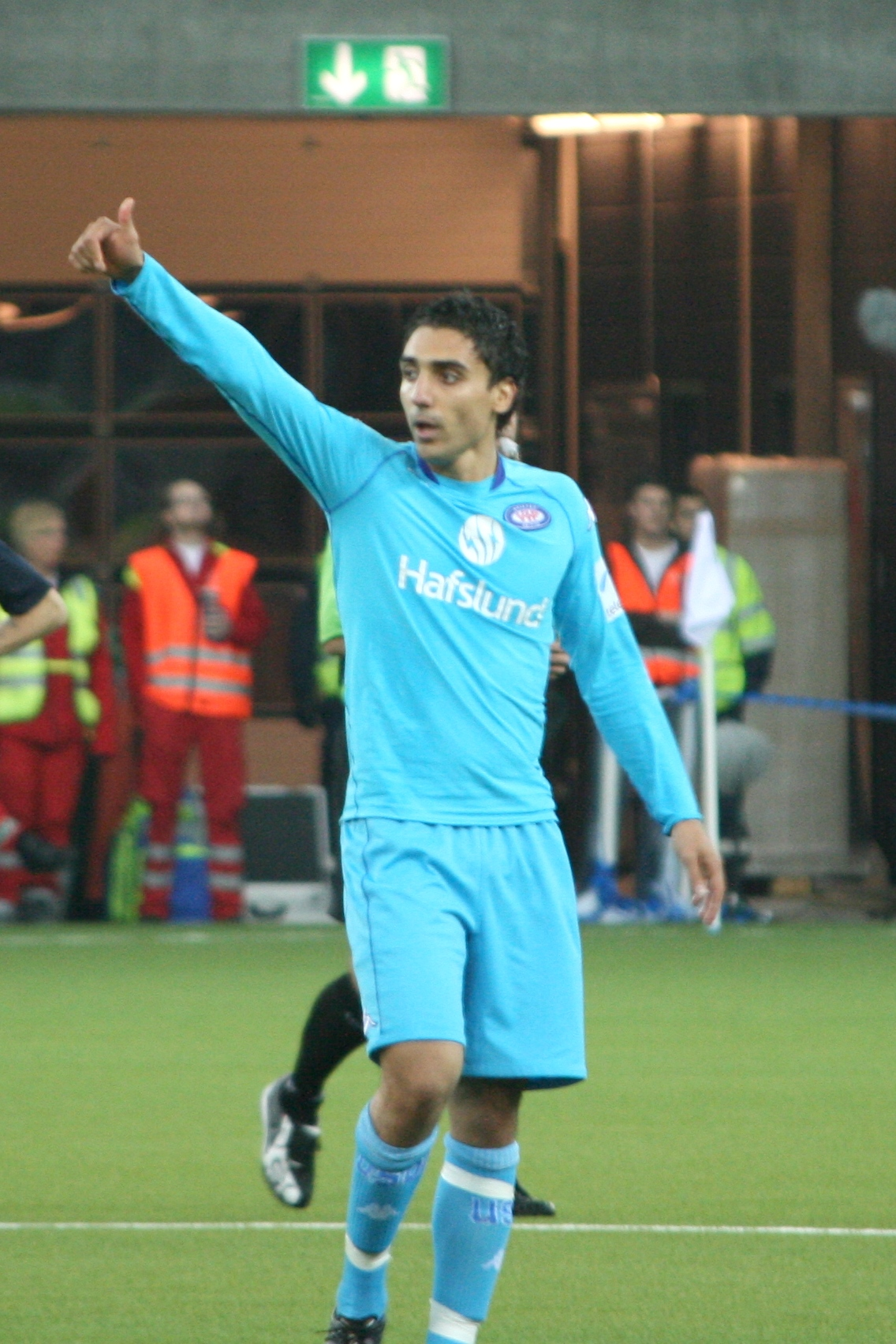
„Moa“ im Trikot von Vålerenga IF im März 2009

Im Alter von 20 Jahren ging Abdellaoue zu Vålerenga Oslo. Bei seinem neuen Arbeitgeber in der ersten norwegischen Liga war er zunächst nur Ergänzungsspieler, etablierte sich aber alsbald als Stammkraft in der Erstligamannschaft. Sowohl in der Liga als auch im Pokal gehörte er anschließend zu den regelmäßigen Torschützen. Dank seiner guten Leistungen wurde Abdellaoue von Nationaltrainer Åge Hareide für die norwegische A-Nationalmannschaft nominiert. Am 20. August 2008 debütierte er beim 1:1 gegen die irische Landesauswahl in der Startelf, ehe er in der 81. Spielminute durch Christian Grindheim ersetzt wurde, und erhielt gute Kritiken.
Letztlich führte Abdellaoue am Saisonende die vereinsinterne Torschützenliste mit neun Ligatoren vor Bengt Sæternes und Daniel Fredheim Holm an. Zwar sprang nur der zehnte Tabellenrang in der Liga heraus, im Pokalwettbewerb gelang jedoch der Finaleinzug. Dort trug er mit zwei Toren – er erzielte insgesamt sieben Tore in den sechs Runden des Pokalwettbewerbs – zum 4:1-Erfolg gegen Meister Stabæk IF und damit zum Pokalsieg bei. Obwohl er anschließend mit mehreren Klubs in Verbindung gebracht wurde, blieb er zunächst bei Vålerenga IF.
Bei der erneuten Begegnung gegen Stabæk IF anlässlich des norwegischen Supercups im folgenden Jahr erzielte er bei der 1:3-Niederlage den einzigen Treffer für seine Mannschaft. In der anschließenden Spielzeit plagte er sich immer wieder mit kleineren Verletzungen, sodass er im Saisonverlauf mit lediglich sechs Toren zum Erreichen des siebten Tabellenplatzes beitrug.
In der Spielzeit 2010 fand Abdellaoue unter Trainer Martin Andresen zu seiner guten Form zurück und war dabei regelmäßiger Torschütze. Damit verhalf er seinem Klub bis zur Sommerpause anlässlich der Weltmeisterschaft 2010 zu einem Platz in der Spitzengruppe der Meisterschaft.

#### Hannover 96

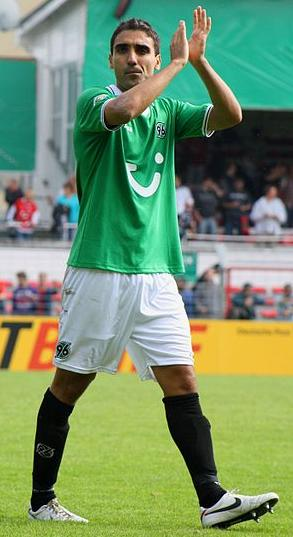
Abdellaoue im Trikot von Hannover 96 (2011)

Zur Saison 2010/11 wechselte Abdellaoue zum deutschen Bundesligisten Hannover 96. Dort unterschrieb er einen Vierjahresvertrag und erhielt die Rückennummer 25. In seinem ersten Spiel für Hannover 96 am 28. August 2011 erzielte er beim 2:1-Sieg am 1. Spieltag gegen den FC Schalke 04 sein erstes Bundesligator. Am Ende der Saison 2010/11 belegte 96 (das vor der Saison als Abstiegskandidat gegolten hatte) den vierten Tabellenplatz, der zur Teilnahme an der Play-off-Runde zur Europa League berechtigte. Zu diesem Erfolg trug Abdellaoue in 26 Bundesligapartien mit zehn Toren bei.
In der darauffolgenden Saison zog Hannover ins Viertelfinale der Europa League ein und belegte in der Liga den siebten Tabellenplatz, der zur erneuten Teilnahme an der Europa-League-Qualifikationsrunde ausreichte. In seiner zweiten Saison spielte Abdellaoue in der Bundesliga 28-mal und erzielte elf Treffer. In 14 internationalen Pflichtspielen (Play-Offs bis Viertelfinale Europa League) lief er in der Saison 2011/12 zwölfmal für 96 auf und erzielte dabei drei Tore auf internationalem Parkett.

#### VfB Stuttgart
Zur Saison 2013/14 wechselte Abdellaoue innerhalb der Liga zum VfB Stuttgart. Er unterschrieb einen Vierjahresvertrag.

#### Rückkehr zu Vålerenga Oslo
Am 7. August 2015 kehrte Abdellaoue zu Vålerenga Oslo zurück. Sein Vertrag lief bis 2019, doch am 7. Dezember 2017 musste er verletzungsbedingt seine aktive Karriere beenden.

### Nationalmannschaft
Abdellaoue absolvierte sechs Partien für die norwegische U-18-Nationalmannschaft sowie jeweils eine Partie für die U-19 und für die norwegische U-21-Nationalmannschaft.
Am 20. August 2008 spielte er beim 1:1 in Oslo gegen Irland erstmals für die norwegische Nationalmannschaft. Mit der Nationalmannschaft qualifizierte er sich weder für die Europameisterschaft 2012 in Polen und der Ukraine noch für die Weltmeisterschaft 2014 in Brasilien. Sein letztes Spiel für die Nationalelf absolvierte Abdellaoue am 28. März 2015 beim 1:5 im EM-Qualifikationsspiel in Zagreb gegen Kroatien. Insgesamt absolvierte er 33 Partien, in denen er sieben Tore erzielte.

## Erfolge und Auszeichnungen

### Erfolge als Spieler

#### Mit dem Verein
- Norwegischer Fußballpokal: 2008

#### Persönliche Auszeichnungen
- Norwegischer Stürmer des Jahres: 2010 (Kniksenprisen)
- Norwegischer Fußballer des Jahres: 2011 (Årets Kniksen)
- Tor des Monats: August 2012[12]